# غوستا بيرسون
غوستا بيرسون هو سباح سويدي، ولد في 8 يناير 1904 في ستوكهولم في السويد، وتوفي في 23 فبراير 1991 في مالمو في السويد.

## وصلات خارجية
- غوستا بيرسون على موقع الاتحاد الدولي للسباحة (الإنجليزية)
- غوستا بيرسون على موقع أوليمبيديا (الإنجليزية)
- غوستا بيرسون على موقع اللجنة الأولمبية السويدية (السويدية)